# Lauren Oliver
Pour les articles homonymes, voir Oliver.
Œuvres principales
- Série Delirium

Lauren Oliver, née le 8 novembre 1982 dans à Queens, est une romancière américaine.

## Œuvres

### SérieDelirium
1. Delirium, Hachette Jeunesse, coll. « Black Moon », 2011 ((en) Delirium, 2011), trad. Alice Delarbre  (ISBN 978-2-01-202126-6)Réédition sous le titre Delirium - Livre 1, Hachette Jeunesse, coll. « Black Moon », 2012 (ISBN 978-2-01-202857-9)
2. Delirium - Livre 2, Hachette Jeunesse, coll. « Black Moon », 2012 ((en) Pandemonium, 2012), trad. Alice Delarbre  (ISBN 978-2-01-202804-3)
3. Delirium - Livre 3, Hachette Jeunesse, coll. « Black Moon », 2013 ((en) Requiem, 2013), trad. Alice Delarbre  (ISBN 978-2-01-202863-0)

Nouvelles
- Tome 0,5 : (en) Annabel, 2012
- Tome 1,5 : Hana, Hachette Jeunesse, coll. « Black Moon », 2013 ((en) Hana, 2011), trad. Alice Delarbre  (ISBN 978-2-01-203641-3)
- Tome 2,5 : (en) Raven, 2013
- Tome 3,5 : (en) Alex, 2014
- (en) Delirium Stories: Hana, Annabel, and Raven, 2013Recueil de nouvelles

### SérieLe Musée des monstres
Cette série est coécrite avec H. C. Chester et l'édition française est illustrée par Benjamin Lacombe.
1. La Tête réduite, Hachette, 2015 ((en) The Shrunken Head, 2015), trad. Alice Delarbre  (ISBN 978-2-01-204464-7)
2. (en) The Screaming Statue, 2016

### SérieLily et Po
- (en) Liesl and Po, 2011

1. Rencontres et Rendez-vous, Hachette, 2012, trad. Alice Delarbre  (ISBN 978-2-01-203291-0)
2. Fuites et Poursuites, Hachette, 2012, trad. Alice Delarbre  (ISBN 978-2-01-203292-7)
3. Fin du voyage et retrouvailles, Hachette, 2012, trad. Alice Delarbre  (ISBN 978-2-01-203293-4)

### Romans indépendants
- Le Dernier Jour de ma vie, Hachette Jeunesse, coll. « Black Moon », 2011 ((en) Before I Fall, 2010), trad. Alice Delarbre  (ISBN 978-2-01-202125-9)
- (en) The Spindlers, 2012
- Panic, Hachette Jeunesse, coll. « Black Moon », 2014 ((en) Panic, 2014), trad. Alice Delarbre  (ISBN 978-2-01-204230-8)
- Les Intrus, Hachette, 2015 ((en) Rooms, 2014), trad. Alice Delarbre  (ISBN 978-2-01-203407-5)
- Absences, Hachette, 2015 ((en) Vanishing Girls, 2015), trad. Alice Delarbre  (ISBN 978-2-01-397406-6)
- Replica, Hachette, 2017 ((en) Replica, 2016), trad. Alice Delarbe  (ISBN 978-2-01-391794-0)
- Broken Things, Albin Michel, 2020 ((en) Broken Things, 2018), trad. Alice Delarbre  (ISBN 9782226442505)